# 내 상사의 딸
《내 상사의 딸》(영어: My Boss's Daughter)은 2003년 개봉한 미국의 코미디 영화이다. 데이비드 주커가 연출하고, 애슈턴 쿠처, 태라 리드, 테런스 스탬프 등이 출연하였다.

## 줄거리
시카고 출판사에서 조사원으로 일하는 톰은 독불장군인 상사 잭이 과보호하는 딸 리사를 짝사랑하고 있다. 어느 날 톰은 리사가 외부 파티에 참석하는 동안 잭의 집을 지키게 되고, 이후 이어지는 소동 속에서 리사의 마음을 얻기 위해 갖은 고생을 한다.

## 출연진
- 애슈턴 쿠처 - 톰 스탠필드 역
- 태라 리드 - 리사 테일러 역
- 테런스 스탬프 - 잭 테일러 시니어 역
- 몰리 섀넌 - 오드리 베넷 역
- 앤디 릭터 - 잭 “레드” 테일러 주니어 역
- 마이클 매드슨 - T. J. 역
- 타일러 러빈 - “스파이크” 역
- 존 에이브럼스 - 폴 역
- 패트릭 크랜쇼 - 이웃 노인 역
- 앤절라 리틀 - 셰릴 역
- 데이비드 케크너 - 스피드 역
- 카먼 일렉트라 - 티나 역
- 제프리 탬버 - 켄 역
- 데이브 폴리 - 헨더슨 역
- 키넌 톰프슨

## 기타 제작진
- 총괄 제작: 패디 컬런
- 공동 제작: 애슈턴 쿠처
- 배역: 존 팹시데라
- 미술: 앤드루 로스
- 세트: 조앤 휴버트
- 의상: 대니얼 올랜디
- 조감독: 더그 메츠거